# Hussain Al-Romaihi
Hussain Al-Romaihi (in arabo حسين الرميحي‎?; Qatar, 12 settembre 1974) è un ex calciatore qatariota, di ruolo portiere.
Nel dicembre 2014 è stato nominato direttore del Qatar SC, in cui ha giocato ininterrottamente dal 1994 al 2013.